# Liste der italienischen Botschafter in Bulgarien
Die Liste umfasst die italienischen Diplomaten, die in Bulgarien als Gesandter oder Botschafter akkreditiert waren.

## Amtsinhaber
| Beginn der Amtszeit | Ende der Amtszeit | Amtsinhaber                                      | Anmerkung                                        |
| ------------------- | ----------------- | ------------------------------------------------ | ------------------------------------------------ |
| 1879                |                   | Domenico Brunenghi                               | Agent und Generalkonsul in Sofia                 |
| 1879                | 1880              | Domenico Brunenghi                               | Agent und Generalkonsul in Sofia                 |
| 1880                | 1883              | Renato De Martino                                | Agent und Generalkonsul in Sofia                 |
| 1884                | 1893              | Carlo Alberto Gerbaix de Sonnaz                  | Agent und Generalkonsul in Sofia                 |
| 1893                | 1895              | Alessandro Riva                                  | Agent und Generalkonsul in Sofia                 |
| 1895                | 1901              | Giulio Silvestrelli                              | Agent und Generalkonsul in Sofia                 |
| 1901                | 1903              | Giorgio Polacco                                  | Agent und Generalkonsul in Sofia                 |
| 1903                | 1904              | Guglielmo Imperiali di Francavilla               | Agent und Generalkonsul in Sofia                 |
| 1904                | 1910              | Fausto Cucchi Boasso                             | Agent und Generalkonsul in Sofia, 1909 Gesandter |
| 1910                | 1912              | Alessandro De Bosdari                            | Gesandter                                        |
| 1912                | 1920              | Fausto Cucchi Boasso                             | Gesandter                                        |
| 1920                | 1923              | Luigi Aldrovandi Marescotti                      | Gesandter                                        |
| 1923                | 1926              | Sabino Rinella                                   | Gesandter                                        |
| 1926                | 1931              | Renato Piacentini                                | Gesandter                                        |
| 1931                | 1934              | Giuliano Cora                                    | Gesandter                                        |
| 1934                | 1937              | Giuseppe Sapuppo                                 | Gesandter                                        |
| 1937                | 1940              | Giuseppe Talamo Atenolfi                         | Gesandter                                        |
| 1940                | 1943              | Massimo Magistrati                               | Gesandter                                        |
| 1943                | 1945              | Francesco Giorgio Mameli                         | Gesandter                                        |
| 1945                | 1946              | Piero Vinci                                      | Geschäftsträger                                  |
| 1946                | 1952              | Giovanni Battista Guarnaschelli                  | Gesandter                                        |
| 1952                | 1955              | Gastone Rossi Longhi                             | Gesandter                                        |
| 1955                | 1958              | Filippo Muzi Falconi                             | Gesandter                                        |
| 1958                | 1963              | Roberto Gaja                                     | Gesandter                                        |
| 1963                | 1968              | Orazio Antinori di Castel San Pietro Aquae Ortus | Gesandter                                        |
| 1968                | 1972              | Giuseppe Puri Purini                             | Botschafter                                      |
| 1972                | 1980              | Franz Cancellario d’Alena                        | Botschafter                                      |
| 1980                | 1983              | Carlo Maria Rossi Arnaud                         | Botschafter († 4. September 1983)                |
| 1984                | 1987              | Giovanni Battistini                              |                                                  |
| 1987                | 1990              | Paolo Tarony                                     | Botschafter                                      |
| 1990                | 1994              | Agostino Mathis                                  | Botschafter                                      |
| 1994                | 1996              | Stefano Rastrelli Botschafter                    |                                                  |
| 1996                | 1999              | Tommaso Troise                                   | Botschafter                                      |
| 1999                | 2003              | Alessandro Grafini                               | Botschafter                                      |
| 2003                | 2008              | Giovan Battista Campagnola                       | Botschafter                                      |
| 2008                | 2012              | Stefano Benazzo                                  | Botschafter                                      |
| 2012                | 2016              | Marco Conticelli                                 | Botschafter                                      |
| 2016                | 2021              | Stefano Baldi                                    | Botschafter                                      |
| 2021                |                   | Giuseppina Zarra                                 | Botschafter                                      |